# Pedro P. Medina
Pedro P. Medina war ein uruguayischer Politiker.
Medina, der der Partido Nacional angehörte, hatte in der 32. Legislaturperiode als Repräsentant des Departamentos Lavalleja vom 28. Mai 1934 bis zum 11. Dezember 1934 ein Titularmandat als Abgeordneter in der Cámara de Representantes inne.

## Zeitraum seiner Parlamentszugehörigkeit
- 28. Mai 1934 bis 11. Dezember 1934 (Cámara de Representantes, 32. Legislaturperiode (LP))